# テイク・イット・イージー
テイク・イット・イージー (Take it Easy!) は、ドイツのボードゲーム。六角形のタイルを並べ得点を増やす、パズルタイプのゲームである。
- 発売は、FX Schmid社。ドイツ・ラベンスバーガー社で再発売。
- 作者は、Peter Burley。
- プレイ人数は、1人～4人。姉妹品「Take it Easy XXL」（絶版）は1人～8人。ただし、ボードとタイルを人数分揃えれば何人でもプレイ可能。
- プレイ時間は45分。対象年齢は10歳以上。

- 1994年、ドイツ年間ゲーム大賞ノミネート[要出典]
- 1994年、ドイツゲーム大賞9位[要出典]
- 1998年、ベストファミリーストラテジー受賞 （GAMES Magazine）

## ゲームの概要

板

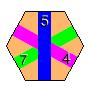
タイル

各プレイヤーには、個別のボードとタイル一式が配られる。親以外のプレイヤーは、自分のタイルを表向きにして自分の前にわかりやすいように並べる。親のみ、自分のタイルを裏返しよく混ぜる。
正六角形のタイルには、向かい合った各辺を結ぶ直線が3本（縦、右斜め、左斜め）描かれている。直線は1～9の数字（と対応した色）が割り当てられている。ボードはそのタイルを並べる大きな正六角形である。タイルは全部で19枚並べられる。（外部リンクを参照）
親は、裏返しの中から一枚のタイルを引き、数字を読み上げる。親を含む全員は、指定のタイルをボードの任意の場所に並べる。タイルの上下は決められている。一度おいたタイルは動かせない。置くところが無くなるまで繰り返し、ゲーム終了。
同じ種類（数字）の直線をつなげることが目的である。ボードの端から端まで同じ数字がつながると、得点になる。6が3枚つながると、6×3＝18点。一列の中でひとつでも違う数字があると、その列は0点となる。最後に得点を計算し、最も得点した人が勝ち。

## ゲームの特徴
全員がそれぞれ独立でゲームを進めるタイプのゲームであり、他プレイヤーとの関わりは無い（邪魔をすることはできない）。そのため、一人プレイも可能。
ゲーム前半は置きたいところがたくさんあって迷うが、後半は置きたい場所が減ってきて、自ら列を壊さなければならなくなる。一列を作るのに必要な枚数が3枚の部分と4枚、5枚の部分があり、どの列の完成を目指し、どの列を捨てるのかが悩ましい。
全員が同じタイルを使うのに、全く違う盤面（と得点）になるのが面白い。タイルは27枚あるが、最終的に並べる数は19枚なので、「欲しいタイル」がいつ来るか、最後まで来ないのか、踏ん切りが難しく、悲喜交々の結果となる。
掛け算の得点計算はやや煩雑だが、完成した直線の数を競うことにすれば、低年齢の子供もプレイ可能である。